# Jean-Baptiste Boyer-Fonfrède
 (janvier 2019).
Si vous disposez d'ouvrages ou d'articles de référence ou si vous connaissez des sites web de qualité traitant du thème abordé ici, merci de compléter l'article en donnant les références utiles à sa vérifiabilité et en les liant à la section « Notes et références ».
Jean-Baptiste Boyer-Fonfrède, né le 5 décembre 1760 à Bordeaux, mort le 10 brumaire an II (31 octobre 1793) à Paris, est un homme politique de la Révolution française.

## Biographie

### Origines et famille
Jean-Baptiste Boyer-Fonfrède, membre d'une des principales familles de négociants de Bordeaux, est le fils de Pierre Boyer-Fonfrède, sieur de La Tour Blanche, négociant et planteur esclavagise, et de Marie-Caroline Journu (née en 1735). Il a notamment un frère, François-Bernard Boyer-Fonfrède. Il épouse en 1786 Jeanne-Justine Ducos, sœur de Jean-François Ducos, également député de la Convention. De leur union naissent quatre enfants parmi lesquels Henri Boyer-Fonfrède.
Contrairement à son milieu, il se montre fortement opposé à l'esclavagisme. Jean-Baptiste suit une formation pour devenir négociant et va quelques mois vivre en Hollande. Sa famille, proche du milieu maçonnique, possède plantations et esclaves dans la colonie de Saint-Domingue, et des navires qui font le commerce entre les îles, les villes hanséatiques et Bordeaux. Sa famille est aussi alliée à la famille Journu, autre grande famille de négociants, dont Bernard Journu-Auber et Antoine-Auguste Journu d’Artiguevieille, baron de Saint-Magne (1753-1794), sont les membres les plus en vue.
Il devient membre du Musée de Bordeaux et de la loge maçonnique de l’Amitié en 1790.

### Député girondin à la Convention
La monarchie constitutionnelle mise en place par la constitution du 3 septembre 1791 prend fin à l'issue de la journée du 10 août 1792 : les bataillons de fédérés bretons et marseillais et les insurgés des faubourgs de Paris prennent le palais des Tuileries. Louis XVI est suspendu et incarcéré, avec sa famille, à la tour du Temple.
En septembre 1792, Jean-Baptiste Boyer-Fonfrède, alors officier municipal de Bordeaux, est élu député du département de la Gironde, le dixième sur douze, à la Convention nationale. Son beau-frère Jean-François Ducos, ancien député à l'Assemblée nationale législative, est quant à lui réélu député de la Gironde, le huitième sur douze.
Boyer-Fonfrède participe aux institutions de la Convention girondine. Le 11 octobre 1792, il est élu membre suppléant du Comité des colonies. Le 4 janvier 1793, aux côtés de ses collègues du Comité, Ignace Brunel (député de l'Hérault) et Jean-Augustin Pénières (député de la Corrèze), il est élu membre du Comité de défense générale. Le 22 mars, sous la présidence de Jean Debry (député de l'Aisne), il est élu secrétaire aux côtés de Jean-Philippe Garran de Coulon (député du Loiret) et de Louis-Marie de La Révellière-Lépeaux (député du Maine-et-Loire).

Il siège sur les bancs de la Gironde dont il est l'un des meneurs. Lors du procès de Louis XVI, il vote la mort, et rejette l'appel au peuple et le sursis à l'exécution de la peine. Le 13 avril 1793, il vote en faveur de la mise en accusation de Jean-Paul Marat : 
Mes concitoyens m'ont loué d'avoir voté la mort du tyran ; ils me loueront d'avoir demandé l'exclusion d'Orléans ; ils attendent avec impatience le décret d'accusation contre Marat : je dis oui. 

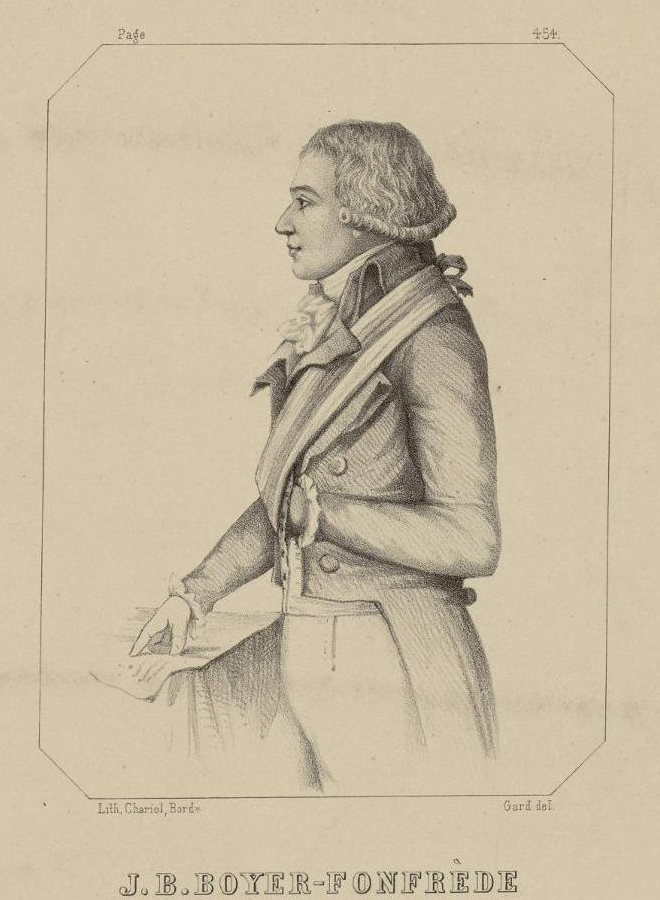
J.B. Boyer-Fonfrède.

Le 21 mai, Boyer-Fonfrède est élu membre de la Commission des Douze, le premier sur douze par 197 voix, chargée d'enquêter sur les décisions prises par la Commune de Paris. Le 24, la Commission provoque l'arrestation de Jacques-René Hébert, substitut du procureur-syndic de la Commune et rédacteur du journal Le Père Duchesne. Le 28, Boyer-Fonfrède vote en faveur du rétablissement de la Commission, cassée la veille.
À l'issue des journées du 31 mai et du 2 juin 1793, sur motion de Georges Couthon (député du Puy-de-Dôme), les membres de la Commission des Douze sont décrétés d'arrestation. Sur motion de Louis Legendre (député de la Seine), Boyer-Fonfrède et son collègue François-Jérôme Riffard-Saint-Martin (député de l'Ardèche) sont exceptés du décret d'arrestation pour s'être opposés à l'arrestation d'Hébert.
Le 28 juillet 1793, Raymond Gaston (député de l'Ariège) demande la mise en accusation de Boyer-Fonfrède, de Jean-Louis Carra (député de la Saône-et-Loire) et de Jean-Baptiste Ducos, son beau-frère, mais la proposition est renvoyée au Comité de Salut public sur motion de Maximilien de Robespierre (député de la Seine),. Le 3 octobre 1793, au terme du rapport de Jean-Pierre-André Amar (député de l'Isère), membre du Comité de sûreté générale, Boyer-Fonfrède est décrété d'accusation devant le tribunal révolutionnaire pour « conspiration contre l'unité et l’indivisibilité de la République ».
Le 9 brumaire an II (le 30 octobre 1793), il est condamné à mort, et exécuté le lendemain aux côtés de dix-neuf de ses collègues girondins, parmi lesquels son beau-frère Jean-François Ducos.